# 1309 Hyperborea
1309 Hyperborea è un asteroide della fascia principale del diametro medio di circa 57,15 km. Scoperto nel 1931, presenta un'orbita caratterizzata da un semiasse maggiore pari a 3,2036131 UA e da un'eccentricità di 0,1528257, inclinata di 10,28893° rispetto all'eclittica.
Prende il nome dalla terra leggendaria Iperborea.